# Cyathocalyx
Cyathocalyx is een geslacht uit de familie Annonaceae. De soorten komen voor van India en Sri Lanka tot op de Filipijnen.

## Soorten
- Cyathocalyx annamensis Ast
- Cyathocalyx globosus Merr.
- Cyathocalyx harmandii (Finet & Gagnep.) R.J.Wang & R.M.K.Saunders
- Cyathocalyx magnifructus R.J.Wang & R.M.K.Saunders
- Cyathocalyx martabanicus Hook.f. & Thomson
- Cyathocalyx olivaceus (King) J.Sinclair
- Cyathocalyx sumatranus Scheff.
- Cyathocalyx tsukayae H.Okada
- Cyathocalyx zeylanicus Champ. ex Hook.f. & Thomson